# Didi Perego
Didi Perego, nome d'arte di Aida Perego (Milano, 14 aprile 1935 – Roma, 28 giugno 1993), è stata un'attrice italiana.

## Biografia

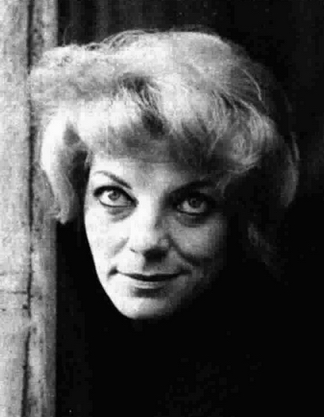
Didi Perego nel 1975

Il suo debutto avvenne nel 1959, nel film di Franco Rossi Morte di un amico, seguito nello stesso anno dalla sua più conosciuta interpretazione, il ruolo di Sofia in Kapò di Gillo Pontecorvo, per il quale vinse il Nastro d'argento del Sindacato Nazionale Giornalisti Cinematografici Italiani come miglior attrice non protagonista. Lavorò incessantemente in numerose produzioni italiane, spesso con Franco Franchi e Ciccio Ingrassia, ma ebbe anche un ruolo nello psicodramma di Sidney Lumet del 1969 La virtù sdraiata.
Apparve in alcune serie televisive britanniche come Agente speciale, Mr. Rose e Agente segreto. Fu anche nel cast di sceneggiati televisivi Rai, fra cui La fiera della vanità del 1967. Nel 1965 fu presentatrice, con Johnny Dorelli e Paola Pitagora, della terza edizione del varietà Johnny 7. Nel 1988 prese parte al film giallo per bambini Operazione Pappagallo, opera prima del regista romano Marco Di Tillo, su sceneggiatura di Piero Chiambretti, Claudio Delle Fratte e lo stesso Di Tillo.
Fu particolarmente attiva nel doppiaggio, come voce (sostituendo tra l'altro la voce di Marisa Fiorio nell'episodio Luciana del film collettivo La mia signora), ma soprattutto come direttrice per quasi cento film. Diede inoltre la voce ad Armoire, il guardaroba nel film d'animazione Disney La bella e la bestia (1991). Nel 1992 interpreta Matilde nella telenovela italiana Edera.   
Morì di cancro nel 1993 all'età di 58 anni.

## Filmografia

### Attrice

#### Cinema

Didi Perego in Kapò (1959)

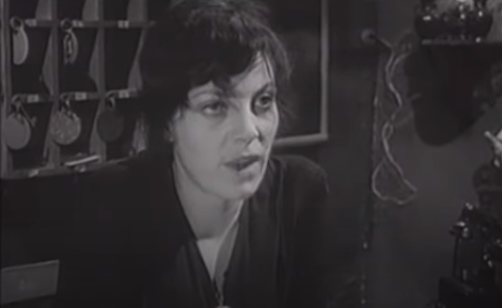
Didi Perego ne L'onorata società (1961)

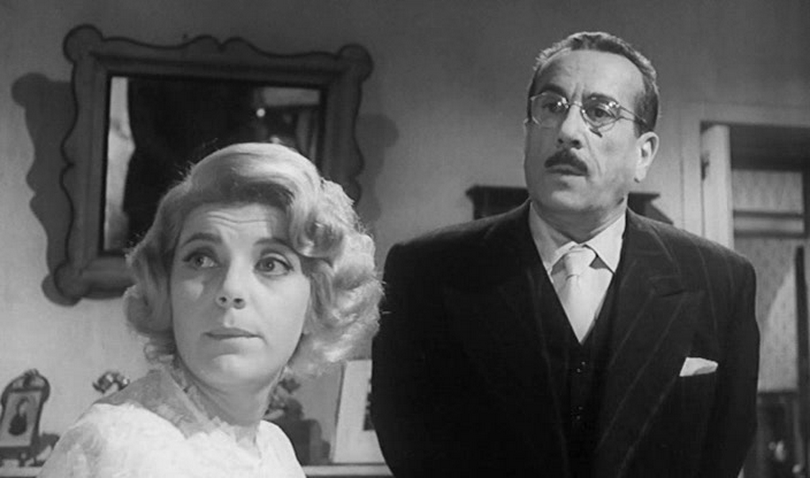
Didi Perego con Peppino De Filippo ne Il mio amico Benito (1962)

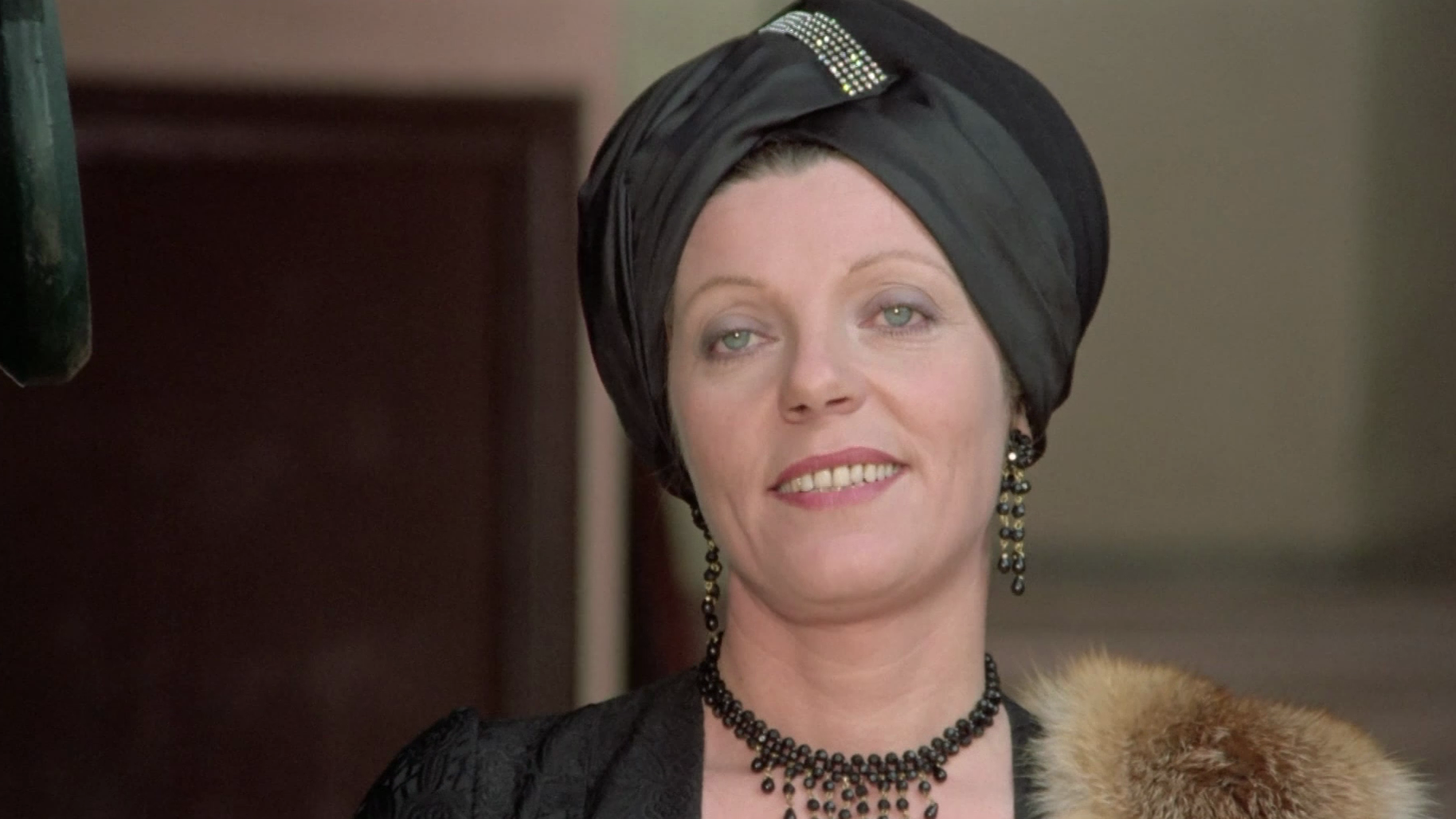
Didi Perego ne La vedova inconsolabile ringrazia quanti la consolarono (1973)

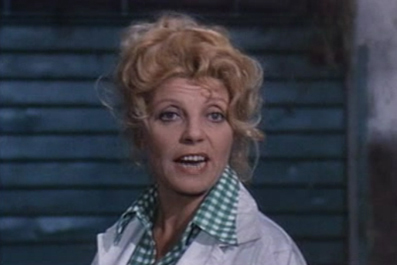
Didi Perego ne La signora gioca bene a scopa? (1974)

- Morte di un amico, regia di Franco Rossi (1959)
- Kapò, regia di Gillo Pontecorvo (1959)
- Caltiki il mostro immortale, regia di Riccardo Freda (1959)
- Psicanalista per signora, regia di Jean Boyer (1959)
- Tutti a casa, regia di Luigi Comencini (1960)
- Mina... fuori la guardia, regia di Armando William Tamburella (1961)
- L'onorata società, regia di Riccardo Pazzaglia (1961)
- Gli attendenti, regia di Giorgio Bianchi (1961)
- Che gioia vivere, regia di René Clément (1961)
- Cronache del '22, regia di Giuseppe Orlandini (1962)
- Il mio amico Benito, regia di Giorgio Bianchi (1962)
- Ultimatum alla vita, regia di Renato Polselli (1962)
- Un uomo da bruciare, regia di Paolo e Vittorio Taviani e Valentino Orsini (1962)
- I fuorilegge del matrimonio, regia di Paolo e Vittorio Taviani e Valentino Orsini (1963)
- Adultero lui, adultera lei, regia di Mario Amendola (1963)
- I 4 tassisti, regia di Giorgio Bianchi (1963)
- La parmigiana, regia di Antonio Pietrangeli (1963)
- Le monachine, regia di Luciano Salce (1963)
- Un filo di speranza, regia di François Villiers (1963)
- La visita, regia di Antonio Pietrangeli (1963)
- Soldati e caporali, regia di Mario Amendola (1964)
- Le tardone, regia di Marino Girolami (1964)
- Amore mio, regia di Raffaello Matarazzo (1964)
- Amore facile, regia di Gianni Puccini (1964)
- Lo scippo, regia di Nando Cicero (1965)
- La bugiarda, regia di Luigi Comencini (1965)
- Ischia operazione amore, regia di Vittorio Sala (1966)
- Mano di velluto, regia di Ettore Fecchi (1966)
- Il ragazzo che sapeva amare, regia di Enzo Dell'Aquila (1967)
- Arrriva Dorellik, regia di Steno (1967)
- I 2 deputati, regia di Giovanni Grimaldi (1968)
- Erotissimo, regia di Gérard Pirès (1968)
- Escalation, regia di Roberto Faenza (1968)
- Il terribile ispettore, regia di Mario Amendola (1969)
- Puro siccome un angelo papà mi fece monaco... di Monza, regia di Giovanni Grimaldi (1969)
- La virtù sdraiata, regia di Sidney Lumet (1969)
- Portami quello che hai e prenditi quello che vuoi, regia di Philippe de Broca (1970)
- Storia di una donna, regia di Leonardo Bercovici (1970)
- E venne il giorno dei limoni neri, regia di Camillo Bazzoni (1970)
- Cerca di capirmi, regia di Mariano Laurenti (1970)
- Sledge (A Man Called Sledge), regia di Vic Morrow (1970)
- Ma che musica maestro, regia di Mariano Laurenti (1971)
- Darsela a gambe, regia di Philippe de Broca (1971)
- Continuavano a chiamarli... er più e er meno, regia di Mariano Laurenti (1972)
- Continuavano a chiamarli i due piloti più matti del mondo, regia di Mariano Laurenti (1972)
- Racconti proibiti... di niente vestiti, regia di Brunello Rondi (1972)
- La lunga notte di Louise, regia di Philippe de Broca (1972)
- Il maschio ruspante, regia di Antonio Racioppi (1972)
- La vedova inconsolabile ringrazia quanti la consolarono, regia di Mariano Laurenti (1973)
- La torta in cielo, regia di Lino Del Fra (1973)
- Professore venga accompagnato dai suoi genitori, regia di Mino Guerrini (1974)
- I sette magnifici cornuti, regia di Luigi Russo (1974)
- La signora gioca bene a scopa?, regia di Giuliano Carnimeo (1974)
- Per amare Ofelia, regia di Flavio Mogherini (1974)
- Sesso in testa, regia di Sergio Ammirata (1974)
- La nuora giovane, regia di Luigi Russo (1975)
- L'esorciccio, regia di Ciccio Ingrassia (1975)
- Il fidanzamento, regia di Giovanni Grimaldi (1975)
- Ridendo e scherzando, regia di Marco Aleandri (1978)
- Pierino la peste alla riscossa!, regia di Umberto Lenzi (1982)
- Il mondo nuovo, regia di Ettore Scola (1982)
- Cicciabomba, regia di Umberto Lenzi (1982)
- Juke box, regia di registi vari (1983)
- Il segreto dell'uomo solitario, regia di Ernesto Guida (1988)
- La trasgressione, regia di Fabrizio Rampelli (1988)
- Operazione pappagallo, regia di Marco Di Tillo (1988)
- Cattiva, regia di Carlo Lizzani (1991)
- Donne con le gonne, regia di Francesco Nuti (1991)
- Maledetto il giorno che t'ho incontrato, regia di Carlo Verdone (1992)

#### Televisione
- Le inchieste del commissario Maigret – serie TV, episodio L'innamorato della signora Maigret, regia di Mario Landi (1966)
- Totò Ye Ye – serie TV (1967)
- Marcovaldo – serie TV (1970)
- Nemici per la pelle – serie TV (1980-1981)
- Aeroporto internazionale - serie TV (1985)
- E non se ne vogliono andare! – miniserie TV (1988)
- I promessi sposi, regia di Salvatore Nocita – miniserie TV (1989)
- Chiara e gli altri – serie TV, 13 episodi (1989-1991)
- Edera – serial TV (1992)

### Doppiatrice

#### Film cinema
- Marisa Fiorio in La mia signora
- Joan Plowright in Ti amerò... fino ad ammazzarti

#### Film d'animazione
- Guardaroba in La bella e la bestia

## Prosa televisiva Rai
- I disonesti, regia di Claudio Fino, trasmessa il 25 settembre 1959.
- La cura musicale, regia di Flaminio Bollini, trasmessa il 29 ottobre 1962.
- L'abito nuovo di Eduardo De Filippo, regia di Guglielmo Morandi, trasmessa il 20 gennaio 1964.
- Ritorno a Bountiful, regia di Marcello Sartarelli, trasmessa il 23 febbraio 1964.
- L'innamorato della signora Maigret, episodio della serie Le inchieste del commissario Maigret, trasmesso il 17 aprile 1966.
- L'ippocampo, regia di Franco Enriquez, trasmessa il 2 dicembre 1966.
- Non ti conosco più di Aldo De Benedetti, regia di Davide Montemurri, trasmessa il 16 marzo 1969.
- Erano tutti miei figli, regia di Marco Leto, trasmessa il 23 giugno 1972.
- Estate e fumo di Tennessee Williams, regia di Raffaele Meloni, trasmessa il 15 febbraio 1974.

## Riconoscimenti
- Nastro d'argento
  - 1961 – Miglior attrice non protagonista per Kapò
  - 1964 – Candidatura alla miglior attrice non protagonista per La parmigiana